# Het lustige kapoentje (stripverhaal)
 Het lustige kapoentje  is het achttiende album uit de Belgische stripreeks De avonturen van Urbanus en verscheen in 1988. Het werd getekend door Willy Linthout en bedacht door Urbanus zelf.

## Verhaal
Omdat Urbanus allerlei streken uithaalt, moet hij naar een verbeteringsgesticht. Daar gebruikt dokter Schrikmerg hem als proefkonijn voor zijn nieuwe uitvinding: hij maakt een soort robot van Urbanus.

## Culturele verwijzingen
- De titel is afgeleid van de stripreeks De Lustige Kapoentjes door Marc Sleen.
- In dit stripalbum blijken Jommeke, Flip, de Miekes, Kwik en Flupke, Bolleke, en Sjors en Sjimmie in een verbeteringsgesticht te zitten.
- Er werd in 1992 ook een gelijknamige korte animatiefilm rond dit album gemaakt die echter slechts een deel van de plot verfilmde.